# FN-Kégresse 3T
Der FN-Kégresse 3T war eine im Zweiten Weltkrieg verwendete belgische Halbkettenzugmaschine.

## Geschichte
Etwa 1932 kaufte Belgien etwa 5 Fahrgestelle des Halbkettenfahrzeugs Citroën-Kégresse P14 zur Erprobung als Zugfahrzeuge für das neu beschaffte Geschütz canon de 120L mle.1931. Ebenso konnten damit auch die bei der belgischen Armee noch aus dem Ersten Weltkrieg vorhandenen schweren Feldhaubitzen gezogen werden. Die Fahrzeuge erhielten einen Pritschenaufbau mit Plane von der Firma Jonckheere in Beveren. Die Geschütze lagen nicht wie in Frankreich mit dem Lafettenschwanz auf einem Drehschemel auf, sondern wurden hinter der Zugmaschine gezogen, die auf der Pritsche die Bedienungsmannschaft beförderte.
Die Versuche waren offenbar erfolgreich, denn Belgien erwarb in der Folgezeit eine Nachbaulizenz, aufgrund deren bei Minerva ein Lizenzbau stattfand. Bezeichnenderweise verwendete man aber nicht den mit 40 PS relativ schwachen Citroën-Motor, sondern einen Motor von Minerva mit 55 PS. So entstanden 1934 fünf Fahrzeuge, dann musste 1935 die Firma Minerva Konkurs anmelden. Die Firma FN in Herstal führte daraufhin ab 1935 die Produktion bis 1940 fort, es entstanden weitere rund 130 bis 140 FN-Kégresse 3T. Bei diesen Lizenzbauten kehrte man zu der Verlastung des Lafettenschwanzes auf Drehschemel zurück.
Die deutsche Wehrmacht gab dem Fahrzeug die Kennnummer 302 (b). Allenthalben wird daraus geschlossen, die deutschen Truppen hätten die FN-Kégresse-Zugmaschinen in der Wehrmacht weiter verwendet. Indessen gibt es bislang keinen photographischen Beleg dafür, dass deutsche Truppen irgendwann FN-Kégresse-Zugmachinen eingesetzt hätten. Von den Geschützen, zu deren Zug sie bestimmt waren, gab es bei Kriegsbeginn 24 Stück. Diese wurden offenbar alle heil erbeutet, deutscherseits setzte man 12 Stück an der belgischen und 12 Stück an der norwegischen Küste ein. Diese ortsfeste Küstenartillerie benötigte keine Zugmaschinen. Mithin liegt hier offenbar ein weiteres Beispiel vor, aus dem sich ergibt: Nicht jedes Kriegsgerät, das in den Kennblättern fremden Geräts erwähnt wird und eine Kennnummer erhielt, wurde auch von deutschen Truppen erbeutet, und nicht jedes erbeutete Gerät wurde auch in der Wehrmacht weiterverwendet. Sofern also tatsächlich Fahrzeuge unzerstört deutschen Truppen in die Hände fielen, dürften diese kurzerhand verschrottet worden sein, zumal angesichts der ohnehin geringen gebauten Stückzahl die Ausbildung am Fahrzeug wie auch die Ersatzteilbevorratung ein erhebliches in keinem Verhältnis zum Nutzen stehendes Problem gewesen sein dürfte.

## Technik
Das Fahrzeug hatte ein dem Citroěn-Kégresse sehr ähnliches Fahrgestell, insbesondere das Kettenlaufwerk der Hinterachse scheint unverändert übernommen worden zu sein. Der Aufbau war erheblich eckiger als bei den Modellen von Citroěn, daran sind die Fahrzeuge leicht zu erkennen.
Der zunächst eingebaute Sechszylinder-Motor von Minerva leistete 55 PS, weitere Daten dieses Motors sind leider der Literatur nicht zu entnehmen.
Der später eingebaute Motor von FN hatte auch sechs Zylinder, Bohrung × Hub 87 × 112 mm, Hubraum 3987 cm³, und leistete 60 PS. Ab 1938 soll nach einer Quelle ein ebenfalls 60 PS leistender Achtzylinder-Motor eingebaut worden sein. Von diesem Motor fehlen allerdings außer der Leistung jegliche Daten, das Faktum ist sonst nirgendwo belegt und erscheint auch angesichts fehlender Leistungssteigerung zweifelhaft.